# 显福宫之战
显福宫之战，隋炀帝大业十四年（618年），宇文化及在显福宫（在今江苏省扬州市东北）镇压虎贲郎将麦孟才、虎牙郎将钱杰、折冲郎将沈光起兵的政变。
618年三月，宇文化及等人江都兵变杀隋炀帝后，抢夺江都（今江苏扬州市）一带的船只，率全部人马沿长江北上。一路上，宇文化及将隋炀帝的六宫收为已有，荒淫无度，激起将士不满。行至显福宫，麦孟才、钱杰、沈光等人密谋杀宇文化及，为隋炀帝报仇。麦孟才纠其故旧，率数千人，约定明晨队伍将要出发时，袭杀宇文化及。事泄，宇文化及率亲信连夜逃出营外，命虎贲郎将司马德戡率兵镇压。沈光听到宇文化及营中鼓噪，于是率众冲入大营，空无所获，反被司马德戡包围。出于寡不敌众，沈光及部下几百人全部战死，麦孟才也被斩首。